# Hiroto Yamada
Hiroto Yamada (山田 寛人 Yamada Hiroto?), född 7 mars 2000 i Aichi prefektur, är en japansk fotbollsspelare.
Yamada började sin karriär 2016 i Cerezo Osaka. 2019 blev han utlånad till FC Ryukyu. Han gick tillbaka till Cerezo Osaka 2020.